# 大念寺 (岩手県大槌町)
大念寺（だいねんじ）は、岩手県上閉伊郡大槌町にある浄土宗の寺院。山号は見生山。本尊は阿弥陀如来。

## 概要
福島県いわき市平山崎にある専称寺の末寺。1798年、第十二世良義の時に、本堂、庫裡、山門等が再建。その際に門弟たちの奉納した法然の木像が収蔵された。

## 文化財
- 十一面観音
  - 町から有形文化財に指定されている[2]。

## 現地情報
- 所在地
  - 岩手県上閉伊郡大槌町上町1-8
- 交通アクセス
  - 三陸鉄道リアス線大槌駅より徒歩5分
  - 三陸沿岸道路大槌インターチェンジより車で6分